# Tieftauchen (Gerätetauchen)
Tieftauchen bezeichnet das Unterschreiten einer bestimmten Wassertiefe beim Gerätetauchen. Es lässt sich dabei keine einheitliche Tiefengrenze nennen, ab der das Tieftauchen beginnt. Für einige Taucher ist das Unterschreiten des persönlichen Tiefenrekords ein Tieftauchgang. Andere halten sich an die auch nicht einheitlichen Definitionen der Tauchverbände. Beispielsweise bietet PADI einen Specialty-Kurs (ist auch Teil der Advanced-Open-Water-Diver-Ausbildung) an, der Tieftauchen als das Unterschreiten der 18-m-Grenze definiert, die die Open-Water-Diver-Brevetierung beinhaltet. ISO 24801-2 (Autonomous Diver) legt dieselbe Grenze bei 20 m fest. Es gibt einige Staaten, in denen das Tieftauchen gesetzlich definiert ist. PADI erachtet 40 m als maximale Tiefe für Sporttaucher. Oft wird auch alles, was unter dieser 40-m-Grenze von PADI liegt, als Tieftauchen bezeichnet. Sicher ist aber, dass ab einer Tiefe von etwa 30 bis 40 m die Gefahr eines Tiefenrauschs sehr wahrscheinlich wird und ab einer Wassertiefe von 66 m der Sauerstoff in der Luft toxisch wird, da ab dieser Tiefe der Partialdruck von Sauerstoff über der kritischen Grenze von 1,6 bar liegen würde. Deshalb muss darunter mit anderen Atemgas-Gemischen und nach teilweise anderen Regeln und anderer oder zusätzlicher Ausrüstung getaucht werden. Das Risiko für Tauchunfälle wird ab diesen Wassertiefen größer, weshalb Tieftauchgänge unterhalb von 40 m nur von erfahrenen Tauchern unternommen werden sollten.

## Rekord
Der Rekord für das Tieftauchen ohne Panzertauchanzug liegt bei 534 Metern Tiefe. Dieser Rekord wurde in den 80er Jahren von Tauchern des französischen Unternehmens COMEX vor der französischen Küste aufgestellt. Die Taucher befanden sich dafür über mehrere Tage unter Wasser in einer speziellen Tauchglocke, in welcher derselbe Umgebungsdruck wie am Meeresgrund herrscht. Diese Technik des Gerätetauchens nennt man Sättigungstauchen, bei der für die Entsättigung und Dekompression mehrere Tage benötigt werden. Ihre Glocke verließen die Taucher nur einmal um eine Gasleitung zu verlegen und atmeten ein Gemisch aus 97 % Helium Atemgas und 3 % Sauerstoff. Es gab seither keine Versuche, diesen Rekord zu überbieten.

## Professionelle Taucher

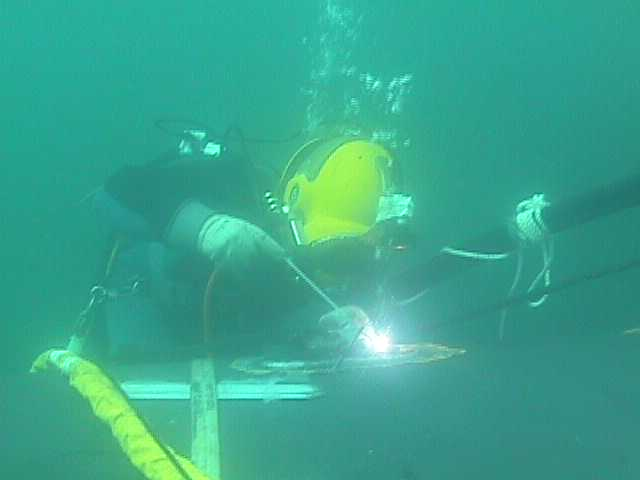
Berufstaucher schweißt unter Wasser

Berufs- und technische Taucher führen heute routinemäßig Tauchgänge in Tiefen von bis zu 200 m durch. Es wird die Sättigungstechnik angewendet. Die Taucher müssen nach dem Tauchgang einige Zeit in einer Dekompressionskammer verbringen, um die Übersättigung zu kurieren. Das Tauchen in sehr großen Tiefen wird nur durch das Mitführen mehrerer Tauch-Flaschen, gefüllt mit unterschiedlichen Gemischen wie Trimix oder Heliox, möglich. Je nach Tiefe muss zu einer anderen Flasche mit dem richtigen Gemisch gewechselt werden. Das Atmen eines nicht der Tiefe angepassten Gemischs kann in großer Tiefe den Tod bedeuten. Die für das Sporttauchen gebauten Atemregler und auch Messgeräte sind teilweise nicht für extreme Tiefen ausgelegt, weshalb professionelle Taucher oft eine andere Ausrüstung nutzen als Sporttaucher. Bei Tauchgängen werden nicht selten Ausrüstungsdepots unter Wasser angelegt, da Dekompressionsstopps mehrere Stunden dauern können. Die in den Depots hinterlegten Flaschen werden genutzt, um während der langen Dekompressionszeit zu atmen.

## Sporttaucher
Ein sicheres Aufsteigen aus 30 m Wassertiefe dauert mindestens 3 Minuten. Das Überschreiten dieser Steiggeschwindigkeiten erhöht das Risiko für Dekompressionsunfälle sehr stark. Wurde die Nullzeit überschritten, müssen Dekompressionsstopps auf unterschiedlichen Tiefen eingehalten werden. Gerade Tauchanfänger können damit überfordert sein. Mit zunehmender Tiefe sinken die Nullzeiten, die Aufstiegszeiten verlängern sich und die Dekompressionsstopps werden länger. Ab einer Tiefe von etwa 30 m (je nach Tagesform und individueller Verfassung) ist mit Tiefenrausch (Stickstoffnarkose) zu rechnen, der oft ohne vorangehende Symptome auftritt. Der Tiefenrausch entsteht durch den Stickstoff – in der mitgeführten Atemluft –, der ab einem gewissen Partialdruck narkotisch wirkt.
Mit normaler Druckluft und ohne spezielle Vorbereitungen sollte eine Tiefe von 60 m nicht überschritten werden. Tiefer droht Lebensgefahr, da der Partialdruck von Sauerstoff die empfohlene Grenze von 1,5 bis 1,7 bar überschreitet. Es droht eine Sauerstoff-Vergiftung (Sauerstofftoxikose). Mit Nitrox (Enriched Air) kann die Tauchtiefe nicht erhöht werden. Der große Vorteil von Nitrox gegenüber Pressluft liegt nur in einer längeren Nullzeit im flachen Wasser. Dies vergrößert zwar die zeitlichen Sicherheitsreserven, was aber bei Tieftauchgängen durch die Zunahme der Sauerstofftoxizität (durch die Anreicherung des Luftgemisches mit Sauerstoff) ein Argument gegen die Verwendung von Nitrox sein kann. Es ist unter großem Risiko möglich, mit normaler Pressluft bis zu 75 m tief zu tauchen. Tauchsportverbände empfehlen solche extremen Tieftauchgänge aus gutem Grund nicht. Durch den auftretenden Tiefenrausch besteht die Gefahr, dass Taucher groben Fehleinschätzungen erliegen und sich dadurch in große Lebensgefahr bringen. Im schlimmsten Fall kann ein Taucher durch die narkotische Wirkung des Stickstoffs unter Wasser bewusstlos werden. Deshalb wird allgemein vom tiefer Abtauchen als 56 Metern mit Druckluft abgeraten.
Die meisten Tauchorganisationen empfehlen Sporttauchern eine Tauchtiefe von 40 Metern nicht zu überschreiten. Nur einige wenige Organisationen erlauben Sporttauchern sogar 50 oder 60 Meter. Alle tieferen Tauchgänge werden normalerweise dem technischen Tauchen zugerechnet.

## Filme
- Tieftauchen – Abenteuer am Limit. arte-Dokumentation, Frankreich 2020, Regie: François de Riberolles.